# Sarek (musikgrupp)
Sarek var en svensk musikgrupp som deltog i Melodifestivalen 2003 och 2004.
Stina Jadelius började skriva och arrangera låtar i slutet av 1990-talet vilket ledde till att gruppen Sarek bildades 2002. Deras musik var traditionellt klingande popbeklädda visor med ton av svenska och europeiska folkmusikinstrument.

## Melodifestivalen 2003 och 2004
År 2003 blev gruppen känd för en större publik när de tävlade i Melodifestivalen med låten "Genom eld och vatten". Bidraget framfördes av Zara Kronvall, Jessica Wetterstrand, Ola Hertzberg och Kristofer Pettersson och vann deltävlingen i Arcushallen i Luleå. De slutade på en sjätteplats i finalen i Globen i Stockholm.  Sarek ställde även upp i tävlingen 2004 nu med fem medlemmar. Då hette deras bidrag "Älvorna". På scenen stod, förutom Kronvall, Wetterstrand och Hertzberg, Stina Jadelius och Göran Månsson. De tävlade i Löfbergs Lila Arena i Karlstad och tog sig till andra chansen men inte till finalen.  

## Senare år
I mars 2008 tävlade Sarek i belgiska uttagningen till ESC med låten Magical Sensations. Låten framfördes av artisten Katy Satyn och vann där den första delfinalen.
I december 2008 fick "I natt ska marken skälva" en grammisnominering till 2008 års bästa schlageralbum. Sarek upplöstes 2012.

## Medlemmar
- Stina Jadelius (senare Engelbrecht), musik, text, sång, körsång och kulning
- Jessica Wetterstrand Sjöberg, sång och körsång
- Zara Kronvall, sång och körsång
- Ola Hertzberg, nyckelharpa, altnyckelharpa, moraharpa och mungiga
- Kristofer Pettersson, altnyckelharpa och dragspel
- Göran Månsson, flöjter, härjedalspipa, skränpipa, mungiga och slagverk

## Diskografi

### Album
- Genom eld och vatten, (2003)
- Sarek, (2004)
- I natt ska marken skälva, (2008)
- Magiska toner, (2011)

### Singlar
- Vinterland (2002)
- Genom eld och vatten (2003)
- Solen glimmar (2003)
- Älvorna (2004)
- Medan stjärnorna vandrar (2004)
- Törst (2004)
- I natt ska marken skälva (2008)
- Magiska sekunder (2008)
- Om du tvekar (2011)